# زنبور منج‌گیر
زنبور منج‌گیر (نام علمی: Philanthus) نام یک سرده از تیره ماسه‌زنبوران است.